# Cerponzones
Cerponzones (también llamada San Vicente de Cerponzóns y oficialmente Cerponzóns) es una parroquia del municipio de Pontevedra, en la provincia de Pontevedra, Galicia, España.

## Población
En el año 2000 tenía un total de población de 850 habitantes, en los últimos 10 años la población ha disminuido un 9,06%, llegando así en 2010 a los 773 habitantes de los cuales 374 son hombres y 399 mujeres.

## Lugares de interés
Cerponzones perteneció hace años al ya desaparecido municipio de Alba. Se sitúa al norte capitalino y linda con Alba, Verducido y Lérez.
El Camino de Santiago Portugués entra en la parroquia por el puente de San Caetano. Hace falta visitar en esta parroquia la iglesia de San Vicente, un edificio del siglo XII con diversas reconstrucciones posteriores que hacen que no tenga un estilo definido. Tanto en su interior como en su exterior, pueden contemplarse varios escudos nobiliarios de la familia Osorio-Galos. El templo está situado en un cerro desde lo que se divisa una espléndida panorámica del río Lérez.
También se conservan en la parroquia un miliario de la época de Majencio (350), tres cruceros y varios molinos en el curso del río Rons, alguno de ellos aún en funcionamiento, además de cuatro edificios nobles, anteriores al siglo XVIII, entre ellos la casa rectoral.
La fiesta patronal se celebra el cuarto domingo de enero (San Vicente) y también la del Corpus Christi, con sus alfombras florales.

## Localidades
Según el nomenclátor de 2010, la parroquia comprende las localidades de Castrado, Cunchido, Liborey, Meán, San Cayetano, Tilve, Bouza, Brabo, A Costa, Hermida, Pidre, Valea y Vigario.

## Deporte
La parroquia cuenta con un equipo de fútbol senior y otro de veteranos, el Cerponzóns C.F., que compiten en las ligas regionales.

## Vida nocturna
En la parroquia de Cerponzones se ubica la mítica sala de fiestas La Luna, a donde acuden semanalmente autocares desde distintos puntos de las provincias de Pontevedra y de La Coruña.